# Chiton articulatus
Chiton articulatus är en blötdjursart som beskrevs av Sowerby 1832. Chiton articulatus ingår i släktet Chiton och familjen Chitonidae. Inga underarter finns listade i Catalogue of Life.